# Sorex lyelli
Sorex lyelli es una especie de musaraña de la familia soricidae.

## Distribución geográfica
Es endémica de una pequeña zona en las montañas de  Sierra Nevada en California en los Estados Unidos.